# Afromastax
Afromastax is een geslacht van rechtvleugeligen uit de familie Thericleidae. De wetenschappelijke naam van dit geslacht is voor het eerst geldig gepubliceerd in 1977 door Descamps.

## Soorten
Het geslacht Afromastax omvat de volgende soorten:
- Afromastax alticeps Bolívar, 1908
- Afromastax camerunensis Descamps, 1977
- Afromastax donskoffi Descamps, 1977
- Afromastax fastigiata Descamps, 1977
- Afromastax fitzgeraldi Descamps, 1977
- Afromastax kengeana Descamps, 1977
- Afromastax lukolelana Descamps, 1977
- Afromastax lycaon Sjöstedt, 1923
- Afromastax macropygia Rehn, 1912
- Afromastax mayidiana Descamps, 1977
- Afromastax minima Descamps, 1977
- Afromastax nigriceps Descamps, 1977
- Afromastax nigrifemur Descamps, 1977
- Afromastax nigripes Descamps, 1977
- Afromastax rubricosta Sjöstedt, 1923
- Afromastax rubrifemur Descamps, 1977
- Afromastax rubripes Descamps, 1977
- Afromastax schoutedeni Bolívar, 1912
- Afromastax tshelana Descamps, 1977
- Afromastax wambana Descamps, 1977
- Afromastax zebra Gerstaecker, 1889